# Rhipidia (Eurhipidia) morionella
Rhipidia (Eurhipidia) morionella is een tweevleugelige uit de familie steltmuggen (Limoniidae). De soort komt voor in het Oriëntaals gebied.